# سانتا فای (تنسی)
سانتا فای (به انگلیسی: Santa Fe) یک منطقهٔ مسکونی در ایالات متحده آمریکا است که در شهرستان موری، تنسی واقع شده‌است. سانتا فای ۲۰۵٫۱۳ متر بالاتر از سطح دریا واقع شده‌است.